# Maurice Vinot
Maurice Vinot (3 de noviembre de 1888 – 23 de junio de 1916) fue un actor cinematográfico de nacionalidad francesa, activo en la época del cine mudo.
Nacido en París, Francia, fue uno de los actores fetiche del director Louis Feuillade, con el que rodó casi un centenar de filmes.
Falleció en Pontlevoy, Francia, en combate durante la Primera Guerra Mundial. Había estado casado desde 1913 con la actriz Marthe Vinot.

## Filmografía

### 1908
| - Le Récit du colonel, de Louis Feuillade - L'Orpheline, de Louis Feuillade - L'Innocent, de Louis Feuillade - L'Incendiaire, de Louis Feuillade - Le Tabac de grand-père, de Louis Feuillade - Le Secret du glacier, de Étienne Arnaud - Le Roman de Sœur Louise, de Louis Feuillade - Le Miracle des roses, de Étienne Arnaud y Émile Cohl | - Le Korrigan, de Étienne Arnaud - Le Dévouement d'un interne, de Étienne Arnaud - Le Devoir, de Louis Feuillade - La Traite, de Louis Feuillade - La Dévoyée, de Louis Feuillade - Incognito, de Étienne Arnaud - Hôtel du silence, de Étienne Arnaud |

### 1909
| - Voleurs d'enfants, de Louis Feuillade - Vers le Pôle Sud, de Louis Feuillade - Vanité, de Louis Feuillade - Un premier amour, de Louis Feuillade - Une femme pour deux maris, de Étienne Arnaud - Tu ne tueras point, de Louis Feuillade - Robert le diable, de Étienne Arnaud - Rayons et ombres, de Louis Feuillade - Probité mal récompensée, de Louis Feuillade - Pauvre chiffonnier, de Louis Feuillade - Matelot, de Louis Feuillade - Madame Bernard, de Louis Feuillade - Loin du bagne, de Louis Feuillade - L'Idée du pharmacien, de Louis Feuillade - Le Voile des nymphes, de Louis Feuillade - Les Vieux, de Louis Feuillade - Le Spectre, de Louis Feuillade - Le Spadassin, de Louis Feuillade - Les Deux Sœurs, de Louis Feuillade - Les Deux Mères, de Louis Feuillade - Les Deux devoirs, de Étienne Arnaud - Le Rêve d'amour, de Étienne Arnaud - Le Puits, de Louis Feuillade - Le Péché d'une mère, de Louis Feuillade - L'Épave, de Louis Feuillade - Le Paralytique, de Louis Feuillade - Le Noël du vagabond, de Louis Feuillade - Le Miroir magique, de Louis Feuillade - Le Mirage, de Louis Feuillade - Le Mensonge de Sœur Agnès, de Louis Feuillade - Le Huguenot, de Louis Feuillade - Le Fou, de Louis Feuillade - Le Domino rouge, de Louis Feuillade - Le Docteur Carnaval, de Émile Cohl - Le Crucifix, de Louis Feuillade | - Le Collier de la reine, de Étienne Arnaud y Louis Feuillade - La Tirelire solide, de Étienne Arnaud - La Redingote, de Louis Feuillade - La Princesse d'Ys, de Étienne Arnaud - La Mort de Sire de Framboisy, de Louis Feuillade - La Mort de Cambyse, de Louis Feuillade - La Lettre anonyme, de Louis Feuillade - La Fiancée du pion, de Étienne Arnaud - La Fiancée du batelier, de Louis Feuillade - La Croix de l'empereur, de Louis Feuillade - La Contrebandière, de Louis Feuillade - La Chasse au bois hanté, de Louis Feuillade - La Bouée, de Louis Feuillade - La Boîte de Pandore, de Louis Feuillade - La Berceuse, de Louis Feuillade - La Bague, de Louis Feuillade - Idylle corinthienne, de Louis Feuillade - Beaucoup de bruit pour rien, de Romeo Bosetti - Les Heures : l'aube, l'aurore, de Louis Feuillade - Les Heures : le matin, le jour, de Louis Feuillade - Les Heures : le midi, la vesprée, le crépuscule, de Louis Feuillade - Les Heures : le soir, la nuit, de Louis Feuillade - Le Printemps, de Louis Feuillade - La Mère du moine, de Louis Feuillade - Judith et Holopherne, de Louis Feuillade - La Course pédestre, de Louis Feuillade - La Possession de l'enfant, de Louis Feuillade - Le Savetier et le Financier, de Étienne Arnaud - La Mort de Mozart, de Étienne Arnaud y Louis Feuillade - La Légende des phares, de Louis Feuillade - La Chatte métamorphosée en femme, de Louis Feuillade - Fra Vincenti, de Louis Feuillade - Les Filles du cantonnier, de Louis Feuillade - Don Quichotte, de Émile Cohl - La Cigale et la Fourmi, de Louis Feuillade |

### 1910
| - Pauvre petit, de Louis Feuillade - Le Lys d'or, de Louis Feuillade y Léonce Perret - Le Festin de Balthazar, de Louis Feuillade - Le Bon Samaritain, de Léonce Perret - L'Œuvre accomplie, de Louis Feuillade - Pâques florentines, de Louis Feuillade - Amphytrion, de Étienne Arnaud - L'Autre, de Georges-André Lacroix - L'An Mil, de Louis Feuillade - La Brouille, de Louis Feuillade - Les Carbonari, de Louis Feuillade - Les Chaînes, de Émile Cohl - Christophe Colomb, de Étienne Arnaud - Esther, de Louis Feuillade - Étienne Marcel, de Étienne Arnaud - L'Exode, de Louis Feuillade - La Faute d'un autre, de Louis Feuillade - La Fiancée du conscrit, de Louis Feuillade - La Fille du passeur, de Louis Feuillade - Lysistrata ou la Grève des baisers, de Louis Feuillade - Le Martyre d'une femme, de Louis Feuillade - Le Matelot criminel, de Louis Feuillade - 1814, de Louis Feuillade - Le Miroir, de Louis Feuillade - La Mort de Camoens, de Étienne Arnaud - Le Noël du chiffonnier, de Louis Feuillade - Le Roi de Thulé, de Étienne Arnaud - Roland à Roncevaux, de Louis Feuillade | - Le Tricheur, de Louis Feuillade - Les Sept Péchés capitaux VI : la colère, de Louis Feuillade - Les Douze travaux d'Hercule, de Émile Cohl - La Nativité, de Louis Feuillade - Mater Dolorosa, de Louis Feuillade - Le Pain quotidien, de Louis Feuillade - L'Apprenti, de Étienne Arnaud - Benvenuto Cellini, de Étienne Arnaud - La Colombe, de Étienne Arnaud - Conscience de fou, de Louis Feuillade - Le Demi solde, de Étienne Arnaud - La Dot de la forêt, de Étienne Arnaud - Le Doute, de Étienne Arnaud - L'Enfant disgracié, de Louis Feuillade - L'Héritage, de Louis Feuillade - Le Journal d'une orpheline, de Louis Feuillade - La Justicière, de Louis Feuillade - La Légende de Daphné, de Louis Feuillade - Maudite soit la guerre, de Louis Feuillade - La Mauvaise Nouvelle, de Louis Feuillade - Le Mauvais hôte, de Louis Feuillade - Le Quart d'heure de Rabelais, de Louis Feuillade - La Restitution, de Louis Feuillade - La Vengeance posthume du Dr. William, de Louis Feuillade - La Vie de Pouchkine, de Louis Feuillade - Le Billet de loterie, de Louis Feuillade |

### 1911
| - Quand les feuilles tombent, de Louis Feuillade - Les Capuchons noirs, de Louis Feuillade - André Chénier, de Louis Feuillade y Étienne Arnaud - Tante Aurore, de Louis Feuillade | - La Lettre aux cachets rouges, de Louis Feuillade - Le Destin des mères, de Louis Feuillade - Tant que vous serez heureux, de Louis Feuillade |

### 1912
| - Les Braves Gens, de Louis Feuillade - L'Amazone masquée, de Henri Fescourt - Le Proscrit, de Louis Feuillade - Le Château du silence, de Georges-André Lacroix - L'Ennemie, de Henri Fescourt - La Flétrissure, de Georges-André Lacroix - La Lumière qui tue, de Henri Fescourt - Le Mensonge, de Henri Fescourt - Le Naufragé, de Henri Fescourt - Petite Rosse, de Léonce Perret | - L'Anneau fatal, de Louis Feuillade - L'Oubliette, de Louis Feuillade - Le Maléfice, de Louis Feuillade - Le Puits 313, de Georges-André Lacroix - Quand l'amour s'en va, de Georges-André Lacroix - Un vol a été commis, de Henri Fescourt - La Voix des cloches, de Georges-André Lacroix - L'Associée, de Georges-André Lacroix - En détresse, de Georges-André Lacroix - La Substitution, de Georges-André Lacroix |

### 1913
| - La Dentellière, de Léonce Perret - Fleur fanée... cœur aimé..., de René Le Somptier - Fascination, de Gérard Bourgeois - Le Revenant, de Louis Feuillade - La Voix d'or, de Georges-André Lacroix - L'amour qui sauve, de Maurice Mariaud - Le Baiser rouge, de Georges-André Lacroix - L'Enfant sur les flots, de Georges-André Lacroix - L'Obsession du souvenir (anónimo) - Rêve au clair de lune (anónimo) | - Le Guet-apens, de Louis Feuillade - La Force de l'argent, de Léonce Perret - Léonce cinématographiste, de Léonce Perret - Le Cœur qui meurt, de Georges-André Lacroix - Le Cachet rouge (anónimo) - Chacun sa destinée, de Raoul d'Auchy - Les Drames du Pôle (anónimo) - L'Empreinte fatale, de Georges-André Lacroix - L'Homme qui vola, de Georges-André Lacroix - Le Treizième convive, de Georges-André Lacroix |

### 1914
| - Le Prix de Rome, de René Le Somptier - La Main de l'autre, de Maurice Mariaud - Célibataire, de René Le Somptier - La Châtelaine, de Louis Feuillade - François Villon, de Louis Feuillade - La plus petite (anónimo) | - Le Temps des cerises, de René Le Somptier - Protéa II ou Protée et l'auto infernale, de Joseph Faivre - Les Fiancés de Séville, de Louis Feuillade - L'Oiseau blessé, de Georges-André Lacroix - La Chanson de la mer, de Georges-André Lacroix |

### 1917
- Protéa IV ou les mystères du château de Malmort (póstumo), de Gérard Bourgeois